# 雀宮車站
雀宮車站（日语：／ Suzumenomiya eki */?）是一由東日本旅客鐵道（JR東日本）所經營的鐵路車站，位於日本栃木縣宇都宮市雀之宮（雀の宮）一丁目，是JR東日本宇都宮線沿線的車站（但在正式路線規劃上，其實是東北本線的一站），也有屬於湘南新宿線系統的列車通過。

## 車站構造
側式月台1面1線與島式月台1面2線，合計2面3線的地面車站，設有跨站式站房。

### 月台配置

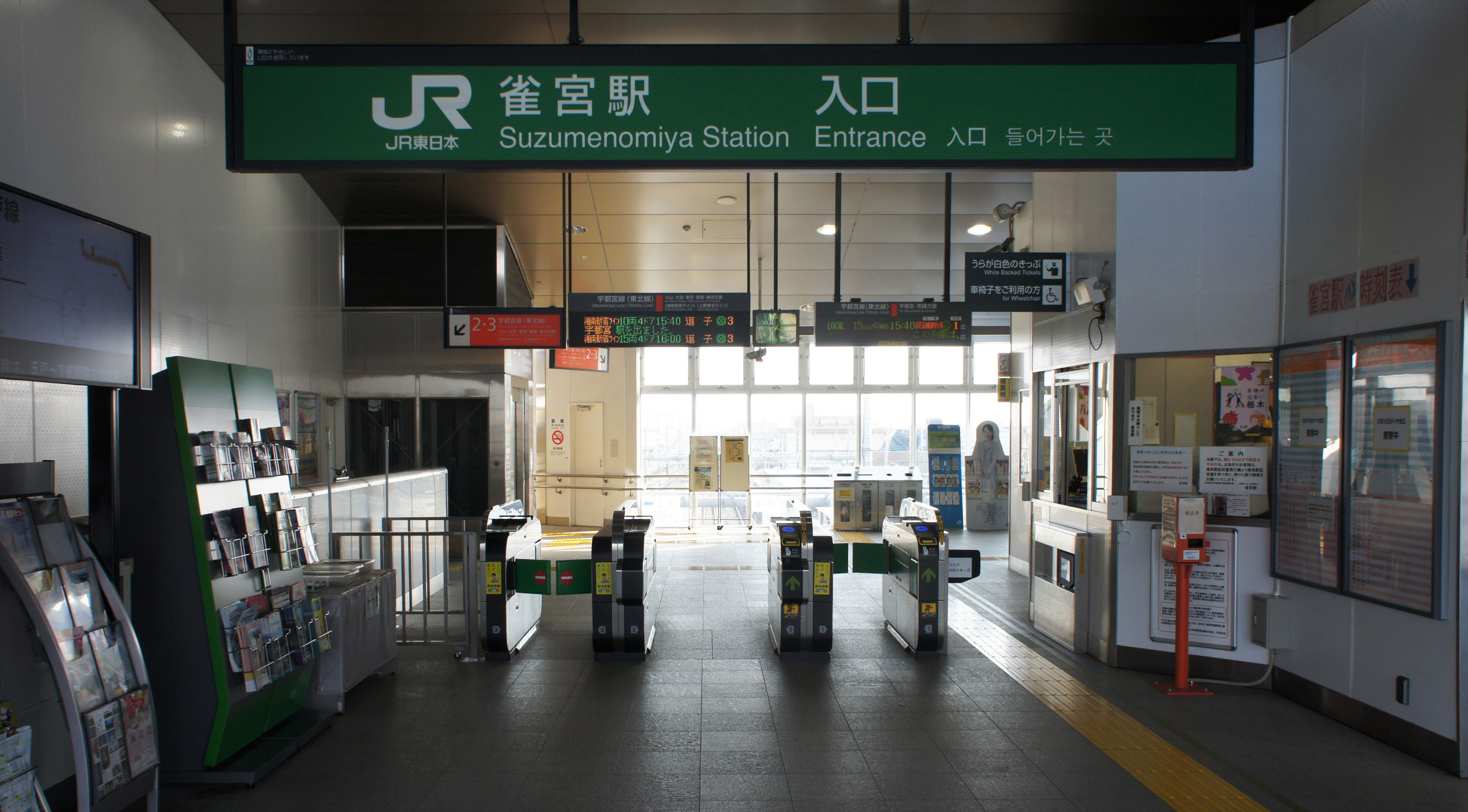
閘口
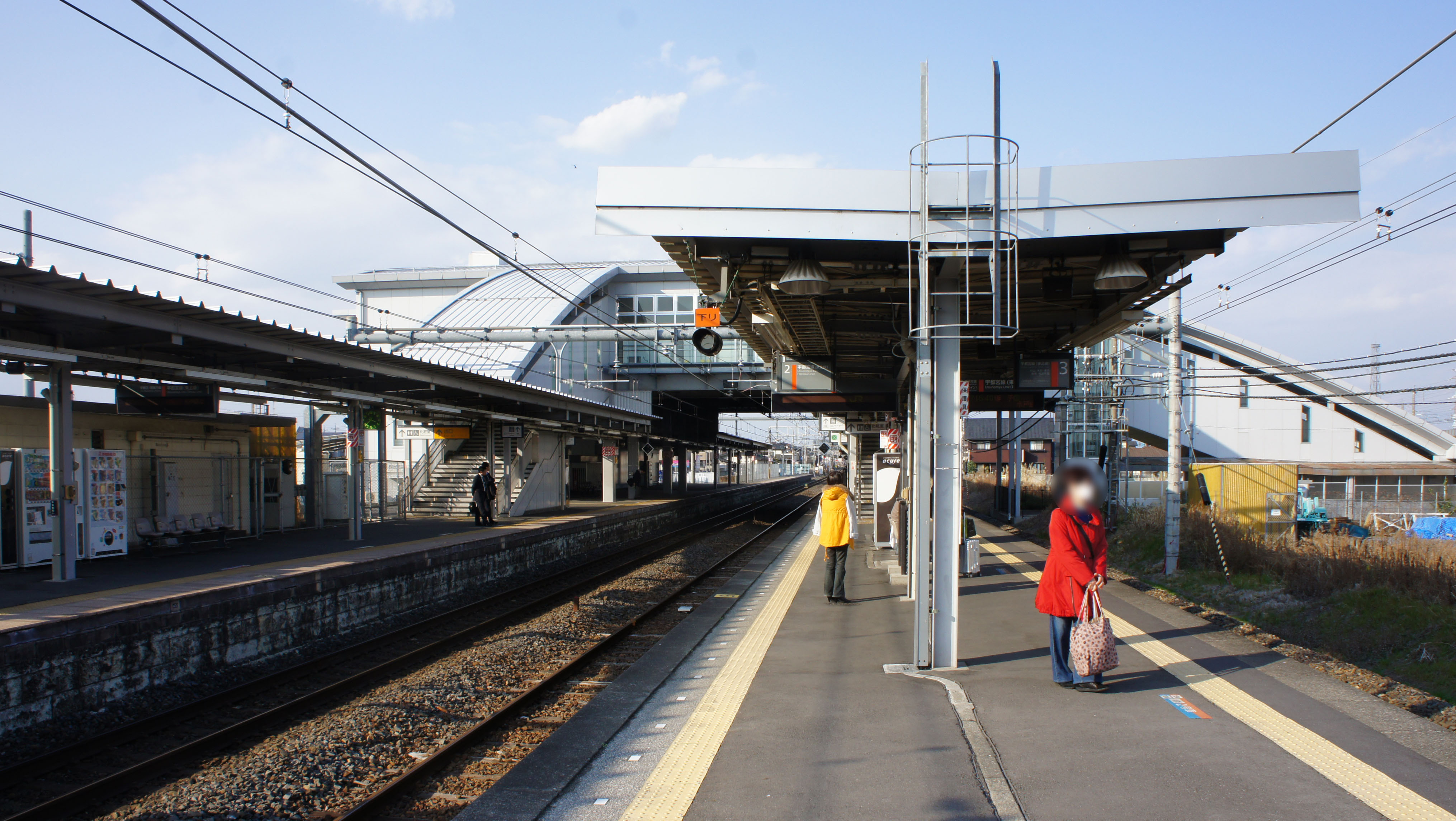
月台

| 月台 | 路線                  | 方向 | 目的地                                                            |
| ---- | --------------------- | ---- | ----------------------------------------------------------------- |
| 1    | ■宇都宮線（東北本線） | 下行 | 宇都宮、黑磯方向                                                  |
| 2    | ■宇都宮線（東北本線） | -    | 預留月台                                                          |
| 3    | ■宇都宮線（東北本線） | 上行 | 小山、東京、新宿、橫濱、大船方向 （包括■湘南新宿線、■上野東京線） |

（來源：JR東日本:車站構內圖 （页面存档备份，存于））
- 閘口
- 月台

## 使用情況
根據JR東日本，2019年（令和元年）度1日平均上車人次為4,663人。近年有增加傾向。
栃木縣內JR線車站次於宇都宮站、小山站、那須鹽原站、栃木站、石橋站排行第6位。
另外，近年推移如下表。
| 上車人次推移       | 上車人次推移     | 上車人次推移    |
| 年度               | 1日平均 上車人次 | 來源            |
| ------------------ | ---------------- | --------------- |
| 2000年（平成12年） | 3,411            | [ 利用客数 2 ]  |
| 2001年（平成13年） | 3,374            | [ 利用客数 3 ]  |
| 2002年（平成14年） | 3,314            | [ 利用客数 4 ]  |
| 2003年（平成15年） | 3,246            | [ 利用客数 5 ]  |
| 2004年（平成16年） | 3,187            | [ 利用客数 6 ]  |
| 2005年（平成17年） | 3,220            | [ 利用客数 7 ]  |
| 2006年（平成18年） | 3,247            | [ 利用客数 8 ]  |
| 2007年（平成19年） | 3,303            | [ 利用客数 9 ]  |
| 2008年（平成20年） | 3,345            | [ 利用客数 10 ] |
| 2009年（平成21年） | 3,333            | [ 利用客数 11 ] |
| 2010年（平成22年） | 3,317            | [ 利用客数 12 ] |
| 2011年（平成23年） | 3,788            | [ 利用客数 13 ] |
| 2012年（平成24年） | 4,243            | [ 利用客数 14 ] |
| 2013年（平成25年） | 4,455            | [ 利用客数 15 ] |
| 2014年（平成26年） | 4,432            | [ 利用客数 16 ] |
| 2015年（平成27年） | 4,556            | [ 利用客数 17 ] |
| 2016年（平成28年） | 4,615            | [ 利用客数 18 ] |
| 2017年（平成29年） | 4,742            | [ 利用客数 19 ] |
| 2018年（平成30年） | 4,790            | [ 利用客数 20 ] |
| 2019年（令和元年） | 4,663            | [ 利用客数 21 ] |

## 相鄰車站
東日本旅客鐵道
■宇都宮線
■通勤快速、■快速「Rabbit」、■（湘南新宿線）快速、■普通、■（湘南新宿線）普通
石橋－（宇都宮貨運站）－雀宮－宇都宮

### 使用情況
1. ↑  . 東日本旅客鉄道.   [2019-07-11]. （原始内容存档于2019-07-05）.
2. ↑  . 東日本旅客鉄道.   [2019-02-13]. （原始内容存档于2019-03-28）.
3. ↑  . 東日本旅客鉄道.   [2019-02-13]. （原始内容存档于2019-03-28）.
4. ↑  . 東日本旅客鉄道.   [2019-02-13]. （原始内容存档于2019-03-28）.
5. ↑  . 東日本旅客鉄道.   [2019-02-13]. （原始内容存档于2019-03-28）.
6. ↑  . 東日本旅客鉄道.   [2019-02-13]. （原始内容存档于2019-03-28）.
7. ↑  . 東日本旅客鉄道.   [2019-02-13]. （原始内容存档于2019-03-28）.
8. ↑  . 東日本旅客鉄道.   [2019-02-13]. （原始内容存档于2019-03-28）.
9. ↑  . 東日本旅客鉄道.   [2019-02-13]. （原始内容存档于2019-03-28）.
10. ↑  . 東日本旅客鉄道.   [2019-02-13]. （原始内容存档于2019-03-28）.
11. ↑  . 東日本旅客鉄道.   [2019-02-13]. （原始内容存档于2019-03-28）.
12. ↑  . 東日本旅客鉄道.   [2019-02-13]. （原始内容存档于2019-03-28）.
13. ↑  . 東日本旅客鉄道.   [2019-02-13]. （原始内容存档于2019-03-28）.
14. ↑  . 東日本旅客鉄道.   [2019-02-13]. （原始内容存档于2019-03-28）.
15. ↑  . 東日本旅客鉄道.   [2019-02-13]. （原始内容存档于2019-03-28）.
16. ↑  . 東日本旅客鉄道.   [2019-02-13]. （原始内容存档于2019-03-28）.
17. ↑  . 東日本旅客鉄道.   [2019-02-13]. （原始内容存档于2019-03-23）.
18. ↑  . 東日本旅客鉄道.   [2019-02-13]. （原始内容存档于2019-03-28）.
19. ↑  . 東日本旅客鉄道.   [2019-02-13]. （原始内容存档于2019-03-21）.
20. ↑  . 東日本旅客鉄道.   [2019-07-11]. （原始内容存档于2019-07-05）.
21. ↑  . 東日本旅客鉄道.   [2020-07-10]. （原始内容存档于2020-07-10）.

## 外部連結
- 車站資訊（雀宮）：東日本旅客鐵道

36°29′37.87″N 139°52′36.61″E / 36.4938528°N 139.8768361°E